# Вениамин (Тихоницкий)
Архиепи́скоп Вениами́н (в миру Вениами́н Миха́йлович Тихони́цкий; 12 (24) октября 1869, посёлок Ижевский Завод, Сарапульский уезд, Вятская губерния — 2 апреля 1957, Киров) — епископ Русской православной церкви, архиепископ Кировский и Слободской.
Сын священномученика протоиерея Михаила Тихоницкого, брат митрополита Владимира (Тихоницкого).

## Биография
Родился 12 (24) октября 1869 в посёлке Ижевский Завод в семье протоиерея Михаила Тихоницкого. Фамилию Тихоницкий получил отец протоиерея Михаила при поступлении в Духовное училище: трое из поступающих были однофамильцами — Фёдоровыми, один из них поклонился ректору «тихо, низко», и тот назвал его Тихоницким. Мать Вениамина, Аполлинария, была дочерью протоиерея Владимира Верещагина, рано умерла. У Вениамина было три сестры и два брата.
В 1890 году окончил Вятскую духовную семинарию по первому разряду.
1 августа 1891 года епископом Вятским Сергием (Серафимовым) рукоположен во священника к храму в селе Юмском Котельничского уезда Вятской губернии (ныне село Юма Кировской области). Одновременно — директор и законоучитель юмской церковно-приходской школы.
28 июля 1894 года переведён в клир Александро-Невского собора Вятки и в том же году становится преподавателем естественной истории в Вятском епархиальном училище, а также Закон Божий и латинский язык в Вятской общине сестер милосердия.
В 1895 году становится членом правления эмеритальной кассы духовенства Вятки, с 1897 года — её председателем.
17 декабря 1896 года назначен благочинным церквей Вятки.
31 марта 1898 года переведён настоятелем Владимирской церкви Вятки.
В 1901 году назначен членом правления Вятской Духовной Семинарии и женского епархиального училища.
С 1908 года — управляющий Вятским епархиальным домом.
Возведён в сан протоиерея, награждён орденом св. Анны 3-й ст.
В ходе кампании по изъятию церковных ценностей в 1922 году подвергся кратковременному аресту.
В начале 1927 года по состоянию здоровья уехал в Ленинград, где находился на лечении.
После возвращения в Вятку 16 сентября 1927 года был вновь арестован. Во время следствия от него пытались добиться признания в «контрреволюционных связях», которые якобы он поддерживал с «братом белогвардейцем Владимиром — эмигрантом в Ницце во Франции, близким другом и сподвижником, известным русским эмигрантом контрреволюционером Антонием Храповицким», в «использовании легального существования церкви в антисоветских целях», в «участии в организации, действующей в направлении помощи международной буржуазии». Виновным себя не признал.
23 декабря 1927 приговорён по ст.58-10 УК РСФСР на 3 года лишения права проживания в центральных городах страны, а по дополнительному решению от 13 января 1928 года подлежал административной высылке в Галич.
В 1930 году, по окончании срока высылки, вернулся в Вятку, служил настоятелем Владимирской церкви до ее закрытия в 1936 году. После этого находился за штатом. 12 ноября 1938 года овдовел.
В связи с изменением государственной политики в отношение Церкви стало возможным открытие храмов. В Кирове было принято решение открыть Серафимовскую церковь. Протоиерей Вениамин возобновил богослужения в Серафимовской церкви, где стал настоятелем. Первая служба в открытом соборе состоялась 9 июля 1942 года в праздник Тихвинской иконы Богородицы.
19 ноября 1942 года определением Патриаршего Местоблюстителя митрополита Сергия (Страгородского), пребывавшего в Ульяновске, избран епископом Кировским:

СЛУШАЛИ: Предложение Патриаршего Местоблюстителя следующего содержания: Православные верующие г. Кирова, сообщая об организации в их епархиальном городе православного прихода и о том, что в их области много верующих по местам, просят назначить к ним Епархиального Архиерея и со своей стороны рекомендуют, в качестве кандидата, всем им известного и пользующегося всеобщим уважением, много послужившего в их городе протоиерея Вениамина Тихоницкого. Признавая ходатайство православных г. Кирова о замещении их епархиальной кафедры заслуживающим внимания и не имея возражений против кандидатуры почтенного протоиерея, предлагаю вышеуказанное ходатайство на рассмотрение.

ОПРЕДЕЛЕНИЕ: Согласно ходатайству православных г. Кирова, протоиерею Вениамину Тихоницкому, по пострижении в монашество, быть епископом Кировским, с тем, чтобы пострижение в монашество, наречение и хиротония во епископа были совершены в Москве по ближайшему усмотрению Преосвященного Митрополита Киевского Николая, которому поручается вызвать для сего протоиерея Тихоницкого в Москву.

27 декабря 1942 года в Московском Елоховском Богоявленском соборе в Москве, по пострижении в монашество с сохранением имени, хиротонисан во епископа Кировского. Хиротонию совершили: митрополит Киевский и Галицкий Николай (Ярушевич), архиепископ Горьковский Сергий (Гришин), епископ Калужский Питирим (Свиридов).
8 сентября 1943 года участвовал на Соборе, избравшем в патриархи митрополита Сергия (Страгородского).
26 декабря 1944 года титул изменён на «Кировский и Слободской».
Был участником состоявшегося с 31 января по 4 февраля 1945 года Московском Поместного Собора. Участвовал в избрании и интронизации Патриарха Алексия.
22 февраля 1945 года возведён в сан архиепископа.
С февраля 1945 по 3 января 1946, и вторично с 30 октября 1947 по 27 февраля 1948 временно управлял Ижевской епархией.
В 1950 году награждён правом ношения креста на клобуке.
Скончался 2 апреля 1957 года в городе Кирове. 5 апреля состоялось его отпевание, которое совершили митрополит Новосибирский и Барнаульский Нестор (Анисимов) и епископ Вологодский и Череповецкий Гавриил (Огородников).

## Семья
вырос в многодетной священнической семье
- отец — протоиерей Михаил Петрович Тихоницкий (1846—1918)
- мать — Аполлинария Владимировна, урождённая Верещагина, дочь священника
- брат — Вячеслав (митр. Владимир; 1873—1959)
- брат — Леонид (1879—1882)
- брат — Елпидифор, учитель
- сестра — Мария, учитель
- сестра — Юлия, учитель
- сестра — Вера, учитель